# Blue Lake (sjö i Australien, Queensland)
Blue Lake är en sjö i Australien. Den ligger i kommunen Redland och delstaten Queensland, omkring 45 kilometer öster om delstatshuvudstaden Brisbane. Den ligger på ön North Stradbroke Island.
Genomsnittlig årsnederbörd är 1 529 millimeter. Den regnigaste månaden är januari, med i genomsnitt 284 mm nederbörd, och den torraste är oktober, med 21 mm nederbörd.